# 제15회 미국 배우 조합상
제15회 미국 배우 조합상은 2008년 뛰어난 활동을 보인 영화 배우를 기리기 위해 2009년 1월에 열린 시상식이다.

## 수상 및 후보

### 영화부문 앙상블상
- 슬럼독 밀리어네어 - 데브 파텔 외 10명 수상
- 벤자민 버튼의 시간은 거꾸로 간다 - 브래드 피트 외 9명
- 다우트 - 에이미 아담스
- 프로스트 VS 닉슨 - 케빈 베이컨 외 7명
- 밀크 - 조슈 브롤린

### 영화부문 여우주연상
- 다우트 - 메릴 스트립 수상
- 레이첼, 결혼하다 - 앤 해서웨이
- 체인질링 - 안젤리나 졸리
- 프로즌 리버 - 멜리사 레오
- 레볼루셔너리 로드 - 케이트 윈슬렛

### 영화부문 남우주연상
- 밀크 - 숀 펜 수상
- 더 비지터 - 리차드 젠킨스
- 프로스트 VS 닉슨 - 프랭크 란젤라
- 벤자민 버튼의 시간은 거꾸로 간다 - 브래드 피트
- 더 레슬러 - 미키 루크

### 영화부문 여우조연상
- 더 리더 - 책 읽어주는 남자 - 케이트 윈슬렛 수상
- 다우트 - 에이미 아담스
- 내 남자의 아내도 좋아 - 페넬로페 크루즈
- 다우트 - 비올라 데이비스
- 벤자민 버튼의 시간은 거꾸로 간다 - 타라지 P. 헨슨

### 영화부문 남우조연상
- 다크 나이트 - 히스 레저 수상
- 밀크 - 조슈 브롤린
- 트로픽 썬더 - 로버트 다우니 주니어
- 다우트 - 필립 세이모어 호프만
- 슬럼독 밀리어네어 - 데브 파텔

### 영화부문 스턴트 상
- 다크 나이트 - Warner Bros. Pictures 수상
- 헬보이 2: 골든 아미 - Universal Pictures
- 인디아나 존스: 크리스탈 해골의 왕국 - Paramount Pictures
- 아이언 맨 - Paramount Pictures
- 원티드 - Universal Pictures

### TV드라마부문 앙상블연기상
- 매드 맨 - 브라이언 바트 외 14명 수상
- 보스톤 리걸 - 캔디스 버겐 외 8명
- 클로저 - G.W.베일리
- 하우스 - 리사 에델스타인 외 8명
- 덱스터 - 줄리 벤즈 외 14명

### TV드라마부문연기상(여자)
- 브라더스 앤 시스터스 - 샐리 필드 수상
- 법과 질서 - 성범죄 수사대 - 마리스카 하지테이
- 세이빙 그레이스 - 홀리 헌터
- 매드 맨 - 엘리자베스 모스
- 클로저 - 카이라 세드윅

### TV드라마부문연기상(남자)
- 하우스 - 휴 로리 수상
- 덱스터 - 마이클 C. 홀
- 매드 맨 - 존 햄
- 보스톤 리걸 - 윌리암 샤트너
- 보스톤 리걸 - 제임스 스페이더

### 코미디부문 앙상블연기상
- 30 락 - 스콧 애짓 수상
- 위기의 주부들 - 안드리아 보웬 외 25명
- 안투라지 - 케빈 코넬리 외 6명
- 오피스 - 레슬리 데이빗 베이커 외 16명
- 위즈 - 줄리 보웬 외 13명

### 코미디부문연기상(여자)
- 30 락 - 티나 페이 수상
- 사만다가 누구야? - 크리스티나 애플게이트
- 어글리 베티 - 아메리카 페레라
- 위즈 - 메리-루이스 파커
- TRACEY ULLMAN’S STATE OF THE UNION - 트레이시 얼먼

### 코미디부문연기상(남자)
- 30 락 - 알렉 볼드윈 수상
- 오피스 - 스티브 카렐
- 캘리포니케이션 - 데이비드 듀코브니
- 안투라지 - 제레미 피번
- MONK - 토니 샬호브

### TV영화/미니시리즈부문 연기상(여자)
- 존 아담스 - 로라 리니 수상
- RECOUNT - 로라 던
- COCO CHANEL - 셜리 맥클레인
- A Raisin In The Sun - 필리샤 라샤드
- 버나드 앤 도리스 - 수잔 서랜든

### TV영화/미니시리즈부문 연기상(남자)
- 존 아담스 - 폴 지아마티 수상
- 버나드 앤 도리스 - 랄프 파인즈
- RECOUNT - 케빈 스페이시
- 24: REDEMPTION - 키퍼 서덜랜드
- 존 아담스 - 톰 윌킨슨

### TV부문 스턴트 상
- 히어로즈 - 로버트 알론조 외 21명 수상
- 클로저 - NOON ORSATTI 외 1명
- 프라이데이 나잇 라이츠 - JUSTIN RIEMER 외 1명
- THE UNIT - 트로이 브라운 외 3명
- 프리즌 브레이크 - 자니 마틴 외 24명